# Chiesa di Nostra Signora di Czestochowa

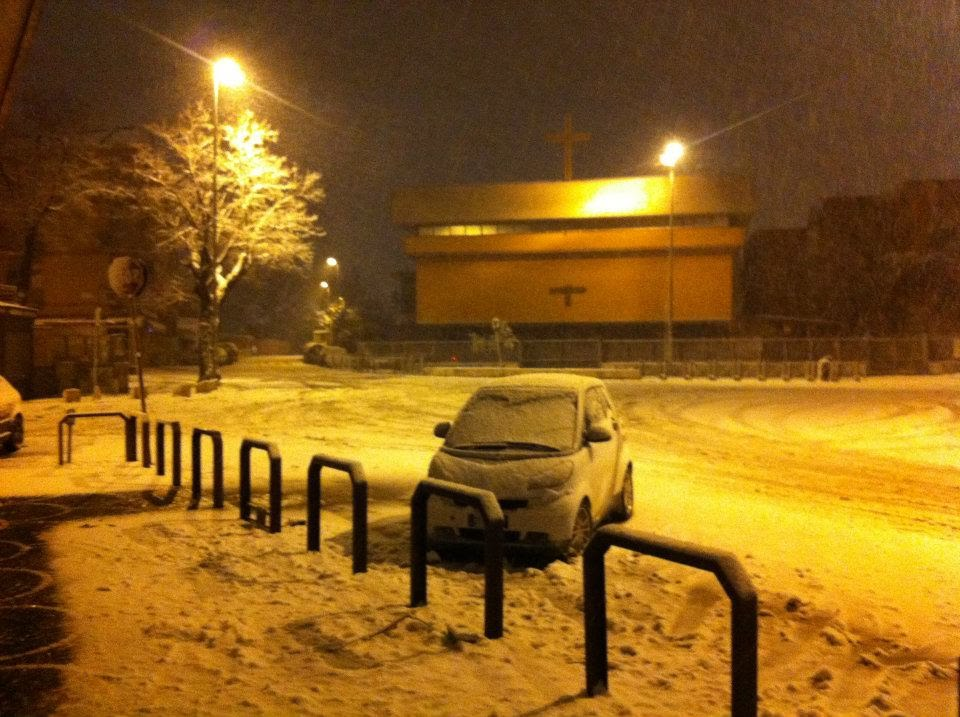
La chiesa durante la nevicata del febbraio 2012.

La chiesa di Nostra Signora di Częstochowa è un luogo di culto cattolico di Roma, situato in largo Augusto Corelli, zona Z.VIII Tor Sapienza, quartiere La Rustica.

## Storia e architettura
Essa sorse per volontà di papa Paolo VI nel 1965, anno della posa della prima pietra, per ricordare i mille anni della evangelizzazione della Polonia; i lavori, condotti tra il 1969 ed il 1971 su progetto dell'architetto Gianfranco Tonelli, terminarono con la solenne inaugurazione, avvenuta il 30 ottobre 1971 alla presenza del primate della chiesa cattolica polacca, il cardinale Stefan Wyszyński, che chiese al pontifice di intitolare un luogo di culto alla Madonna di Częstochowa.
La chiesa si caratterizza per la presenza di una grande vetrata larga tutta la facciata, inizialmente completamente trasparente, sostituita poi da vetri colorati, che separa l'aula liturgica dal piazzale antistante. All'interno, sia il tabernacolo, sospeso al centro di un rosone in vetro policromo, che il fonte battesimale sono rappresentati con una sfera che si apre: il tabernacolo per mostrare l'interno di pietra rossa ove è posto l'ostensorio; il fonte battesimale per mostrare l'acqua benedetta. Caratteristico è pure l'altare maggiore in acciaio inossidabile. Sospesa sopra l'altare maggiore una copia autentica dell'Icona della Vergine Nera di Częstochowa, donata dai Vescovi Polacchi nel 1971.
La chiesa è sede della parrocchia omonima, istituita il 12 giugno 1962 col decreto Simul cum numero del Cardinale vicario Clemente Micara col nome di parrocchia di San Massimo, e poi, nel 1965, cambiata in quello attuale.
Dal 20 novembre 2004, la chiesa accoglie le spoglie mortali della Venerabile Lorena D'Alessandro, "il fiore de La Rustica", frequentatrice della parrocchia, nonché catechista nella stessa.
Muore il 3 aprile 1981, all'età di 16 anni, a causa di un tumore. L'8 aprile 2003 si è conclusa, presso il Vicariato di Roma, la fase diocesana della sua causa di beatificazione.